# Jabłkowo
Jabłkowo – wieś w Polsce położona w województwie wielkopolskim, w powiecie wągrowieckim, w gminie Skoki.

## Nazwa
Miejscowość ma metrykę średniowieczną. Nazwa notowana od XIV wieku: 1399 de Japkovo, 1417 in Iablkowo, 1449 in Jablowo, 1461 de Japlkowo, 1511-23 Iablkowo villa, 1580 Jabłkowo, 1718-19 Jabłkowo, 1789 Iabkowo, 1846 Jabłkowo, 1882 Jabłkowo. Nazwa pochodzi od nazwy osobowej Jabłko.

## Historia
Pierwsza wzmianka o Jabłkowie pochodzi z 1399 roku. W 1846 roku właścicielem Jabłkowa był Jan Brzeski herbu Topór. W tym czasie Jabłkowo posiadało 2584 mórg obszaru.
W 1882 roku miejscowość jako Jabłkowo wieś leżącą w powiecie wągrowieckim jest opisana w XIX-wiecznym Słowniku geograficznym Królestwa Polskiego. Znajdowało się niej 13 domów, w których mieszkało 99 mieszkańców z czego 29 ewangelików oraz 70 katolików. We wsi mieszkało również 19 analfabetów.
W 1885 roku Jabłkowo wchodziło w skład okręgu dominium Pomarzanki, którego właścicielem był Kajetan Buchowski. W 1910 roku Jabłkowo i Raczkowo posiadała Elżbieta z Ponińskich Zaborowska, obszar Jabłkowa wówczas wynosił 413,63 ha, a roczny dochód wynosił 5617 marek.
W okresie międzywojennym miejscowość należała do II Rzeczypospolitej. W 1921 roku we wsi był folwark i część włościańska. Właścicielką folwarku była Elżbieta Zaborowska. Obszar majątku wynosił 644,9 ha, w tym również gorzelnia. W czasie okupacji majątek zajął Niemiec Sznajder.
W latach 1975–1998 miejscowość administracyjnie należała do województwa poznańskiego.

## Zabytki
- Kościół pod wezwaniem św. Michała Archanioła z 1754 roku zbudowany na miejscu wcześniejszego, zniszczonego przez pożar. Wyposażenie wnętrza barokowe i rokokowe, pochodzi z II połowy XVII wieku. Na belce tęczowej znajduje się gotycki drewniany krucyfiks z pierwszej połowy XV wieku, zachowany z wyposażenia poprzedniego kościoła. Na przykościelnym cmentarzu wznosi się niewielki, sklepiony grobowiec Brzeskich – właścicieli wsi w XIX w.
- Klasycystyczny dwór Brzeskich z pierwszej połowy XIX w., rozbudowany w pocz. XX w., otoczony parkiem o pow. ok. 1 ha ze stawem i szpalerami grabowymi.
- We wsi odkopano cmentarzysko z okresu tzw. kultury pomorskiej (wczesna epoka żelaza), z charakterystycznymi dla niej popielnicami twarzowymi.